# Episodi de I viaggiatori (terza stagione)
La terza stagione della serie televisiva I viaggiatori, composta da 25 episodi, è stata trasmessa negli Stati Uniti da Fox dal 20 settembre 1996 al 16 maggio 1997.
In Italia è andata in onda su Italia 1 dal 30 settembre 2000 al 13 gennaio 2001.
| nº | Titolo originale            | Titolo italiano             | Prima TV USA      | Prima TV Italia   |
| -- | --------------------------- | --------------------------- | ----------------- | ----------------- |
| 1  | Rules of the Game           | Le regole del gioco         | 20 settembre 1996 | 30 settembre 2000 |
| 2  | Double Cross                | Doppio inganno              | 27 settembre 1996 | 7 ottobre 2000    |
| 3  | Electric Twister Acid Test  | La terra dei tornado        | 4 ottobre 1996    | 7 ottobre 2000    |
| 4  | The Guardian                | Il guardiano                | 11 ottobre 1996   | 14 ottobre 2000   |
| 5  | The Dream Masters           | Incubi                      | 18 ottobre 1996   | 14 ottobre 2000   |
| 6  | Desert Storm                | Tempesta nel deserto        | 1º novembre 1996  | 4 novembre 2000   |
| 7  | Dragonslide                 | La spada e il dragone       | 8 novembre 1996   | 4 novembre 2000   |
| 8  | The Fire Within             | La fiammella                | 15 novembre 1996  | 11 novembre 2000  |
| 9  | The Prince of Slides        | Il principe dei Viaggiatori | 22 novembre 1996  | 11 novembre 2000  |
| 10 | Dead Man Sliding            | Il gioco del giudizio       | 29 novembre 1996  | 18 novembre 2000  |
| 11 | State of the A.R.T.         | Robot o non robot           | 6 dicembre 1996   | 18 novembre 2000  |
| 12 | Season's Greedings          | Messaggi subliminali        | 20 dicembre 1996  | 25 novembre 2000  |
| 13 | Murder Most Foul            | Scherzi assassini           | 3 gennaio 1997    | 2 dicembre 2000   |
| 14 | Slide Like an Egyptian      | La piramide                 | 17 gennaio 1997   | 23 dicembre 2000  |
| 15 | Paradise Lost               | Paradiso perduto            | 31 gennaio 1997   | 23 dicembre 2000  |
| 16 | The Exodus: Part 1          | L'esodo (1)                 | 21 febbraio 1997  | 16 dicembre 2000  |
| 17 | The Exodus: Part 2          | L'esodo (2)                 | 28 febbraio 1997  | 16 dicembre 2000  |
| 18 | Sole Survivors              | Unici sopravvissuti         | 7 marzo 1997      | 6 gennaio 2001    |
| 19 | The Breeder                 | Il riproduttore             | 14 marzo 1997     | 6 gennaio 2001    |
| 20 | The Last of Eden            | La città sotterranea        | 28 marzo 1997     | 8 gennaio 2001    |
| 21 | The Other Slide of Darkness | Nebbia assassina            | 11 aprile 1997    | 9 gennaio 2001    |
| 22 | Slither                     | Serpenti                    | 25 aprile 1997    | 10 gennaio 2001   |
| 23 | Dinoslide                   | Il dinoviaggio              | 2 maggio 1997     | 11 gennaio 2001   |
| 24 | Stoker                      | I vampiri del Rock          | 9 maggio 1997     | 12 gennaio 2001   |
| 25 | This Slide of Paradise      | Gli amici si dividono       | 16 maggio 1997    | 13 gennaio 2001   |

## Le regole del gioco
- Titolo originale: Rules of the game
- Diretto da: Oscar L. Costo
- Scritto da: Josef Anderson

### Trama
I Viaggiatori finiscono in un mondo dove è in corso un gioco di ruolo di guerra, e il solo modo per uscirne è sopravvivere ed uccidere tutti gli avversari.

## Doppio Inganno
- Titolo originale: Double Cross
- Diretto da: Richard Compton
- Scritto da: Tony Blake e Paul Jackson

### Trama
Quinn e i suoi amici incontrano una scienziata di nome Logan St. Claire, che sta lavorando anche lei ad una macchina per viaggi dimensionali. Logan si offre per aggiustare l'apparecchio di Quinn inserendo le coordinate del loro mondo di origine, ma Arturo scopre che Logan non è quella persona così caritatevole che dice di essere.

## La terra dei tornado
- Titolo originale: Electric Twister Acid Test
- Diretto da: Oscar L. Costo
- Scritto da: Scott Smith Miller

### Trama
I Viaggiatori approdano in una strana spiaggia con molta attività elettrica che genera dei mini tornado. Cercando un posto dove dormire, approdano in una sorta di comunità anti-tecnologia il cui stile di vita ricorda molto quello degli Amish. Scoprendo i piani dei Viaggiatori, il capo-villaggio vuole impedire loro di partire tenendo Wade come sua prigioniera.

## Il guardiano
- Titolo originale: The Guardian
- Diretto da: Adam Nimoy
- Scritto da: Tracy Tormé

### Trama
Quinn e i suoi amici finiscono in una Terra che ricorda molto il loro mondo d'origine, solo che in quel mondo tutto sembra fermo al 1984: l'architettura, le macchine, i vestiti. Quinn inoltre si imbatte in un ragazzino timido e introverso che altri non è che sé stesso da piccolo, che veniva preso di mira in particolare da un bulletto della scuola. Allora capisce che ha l'occasione di riparare a un torto che commise nel suo mondo d'origine ed insegna al ragazzino a difendersi, evitando così di arrivare un giorno a colpire il bulletto con una mazza da baseball ed azzopparlo per sempre.

## Incubi
- Titolo originale: The Dream Masters
- Diretto da: Jefery Levy
- Scritto da: Melinda M. Snodgrass e Scott Smith Miller

### Trama
I Viaggiatori si trovano su un mondo dove alcuni ragazzi, che si fanno chiamare i Dominatori dei Sogni, hanno scoperto una droga capace di entrare nei sogni della gente e manipolarli a proprio piacere. Uno di loro mette i suoi occhi su Wade e decide di invadere i suoi sogni affinché la ragazza si metta con lui. In caso contrario, continuerà a invadere i suoi sogni fino a portarla alla pazzia o alla morte.

## Tempesta nel deserto
- Titolo originale: Desert Storm
- Diretto da: Jim Johnston
- Scritto da: Matt Dearborn

### Trama
Quinn e i suoi amici vengono coinvolti in una strana caccia la cui preda è una donna che, in un mondo deserto, ha inventato un congegno per trovare l'acqua.
- L'episodio è dedicato alla memoria di Ken Steadman, morto in un incidente durante le riprese dell'episodio stesso. A lui è stata in seguito dedicata anche la guida Sliders: The Classic Episode.

## La spada e il dragone
- Titolo originale: Dragonslide
- Diretto da: David Livingston
- Scritto da: Tony Blake e Paul Jackson

### Trama
In una Terra dove sono presenti degli elementi tipici del fantasy come i draghi, Quinn diventa il bersaglio di un mago che vuole impossessarsi dei suoi poteri dal momento che in quel mondo la famiglia Mallory ha poteri magici.

## La fiammella
- Titolo originale: The Fire Within
- Diretto da: Jefery Levy
- Scritto da: Josef Anderson

### Trama
I Viaggiatori approdano in un mondo dove l'industria petrolifera è in pieno auge. Tuttavia, si susseguono incendi ed esplosioni a causa di un "ospite" che Quinn e i suoi amici hanno portato con loro: una fiamma senziente venuta dal mondo precedente in cui dominava il fuoco.

## Il principe dei viaggiatori
- Titolo originale: The Prince of Slides
- Diretto da: Richard Compton
- Scritto da: Eleah Horvitz

### Trama
Quinn e i suoi amici approdano in un mondo dove gli Stati Uniti d'America sono una monarchia e dove Rembrandt viene scambiato per il suo doppio, che in quella Terra è un importante duca. Tutto sarebbe normale, se non fosse che in quel mondo, dopo che un virus ha quasi decimato la popolazione mondiale facendo sì che le donne muoiano di parto, è stato trovato un metodo per ingravidare gli uomini. E il prossimo ad essere ingravidato è proprio Rembrandt!

## Il gioco del giudizio
- Titolo originale: Dead Man Sliding
- Diretto da: Richard Compton
- Scritto da: Nan Hagan

### Trama
In un mondo dove i processi giudiziari sono diventati una sorta di gioco a premi, il doppio di Quinn è ricercato per omicidio. Logicamente, il vero Quinn viene arrestato e condannato a morte, e gli altri Viaggiatori decidono di trovare il doppio di Quinn, che è l'unica chiave per salvare il loro amico.

## Robot o non robot
- Titolo originale: State Of The A.R.T.
- Diretto da: John T. Kretchmer
- Scritto da: Nan Hagan

### Trama
In una Terra dove gli esseri umani sono stati sostituiti da androidi, uno scienziato cattura Quinn e Rembrandt, intenzionato a mettere i loro cervelli dentro a dei corpi meccanici.

## Messaggi subliminali
- Titolo originale: Season's Greedings
- Diretto da: Richard Compton
- Scritto da: Eleah Horvitz

### Trama
I Viaggiatori approdano in un mondo dominato dal consumismo, ancora più fomentato dall'arrivo delle festività natalizie. Al loro arrivo in una chiesa, una donna chiede ad Arturo di tenerle per un secondo il suo figlio neonato. Quando Arturo scopre che la donna ci mette molto, scopre che il bimbo è stato abbandonato e si mette sulle tracce della madre degenere, che scopre essere una dipendente di un grosso centro commerciale che schiavizza i dipendenti e fa profitti d'oro grazie anche all'impiego di messaggi subliminali che vengono dai monitor del centro. Wade invece fa i conti con sua sorella Kelly, rimanendo però di stucco quando la sorella maggiore non la riconosce: in quel mondo, infatti, Wade è nata morta. Dopo aver scoperto dell'esistenza dei messaggi subliminali, Quinn e Wade indagano nell'ufficio di Kelly scoprendo dati molto compromettenti sul suo socio, che sapeva dei messaggi e della loro pericolosità. Kelly li sorprende e vuole denunciarli, ma Wade inizia a parlare a Kelly di episodi molto privati, che solo loro due possono conoscere. Kelly capisce che quella è la sorella che non ha mai avuto e inizia a ravvedersi, capendo di essere stata solo un'arrivista, e denuncia il suo collega per attività illecite.
La sera della vigilia di Natale si fa grande festa a casa del padre di Kelly e Wade, che però chiede alla sorella di rivelargli tutto solo dopo che se ne saranno andati.

## Scherzi assassini
- Titolo originale: Murder Most Foul
- Diretto da: Jeff Woolnough
- Scritto da: David Peckinpah

### Trama
Quinn e i suoi amici approdano in una Terra dove gli unici abiti che vedono sono giacche, cravatte e tailleur. In quel mondo infatti si lavora molto e l'unico svago che si ha è partecipare ad un gioco di ruolo ambientato nell'Epoca Vittoriana, a cui prende involontariamente parte anche Arturo, a cui tramite uno speciale congegno nascosto nel suo orologio da taschino è stato fatto il lavaggio del cervello e ora crede di essere un famoso investigatore chiamato Reginald Doyle (l'equivalente in quel mondo del nostro Sherlock Holmes).

## La piramide
- Titolo originale: Slide Like An Egyptian
- Diretto da: Adam Nimoy
- Scritto da: Scott Smith Miller

### Trama
Questa volta i Viaggiatori approdano in un mondo dove la religione dominante è il politeismo dell'antico Egitto. Il prossimo mondo sul timer è quello d'origine, purtroppo però Wade e Quinn vengono imprigionati in una piramide mentre Arturo e Rembrandt sono fuori. Dopo aver mancato il salto, sembra che dovranno restare in quel mondo per i prossimi 29,5 anni in compagnia dell'altro inquilino della piramide: uno scarabeo geneticamente modificato. Rovistando tra le varie cianfrusaglie della Piramide, riescono a trovare un altro timer simile al loro, forse usato dall'architetto per scappare da quel mondo. Dopo essersi riuniti, i Viaggiatori possono dunque fuggire ma questo significherebbe per loro tornare ai viaggi casuali.

## Paradiso perduto
- Titolo originale: Paradise Lost
- Diretto da: Jim Johnston
- Scritto da: Steven Soliar

### Trama
I Viaggiatori approdano in una piccola spiaggia con una grande caverna e uno strano liquido verde che esce da essa. Trovano un villaggio di pescatori e scoprono che gli abitanti sono particolarmente longevi, merito del liquido che viene da un gigantesco verme che, per nutrirsi, divora i malcapitati che entrano nella caverna.

## L'esodo (1)
- Titolo originale: The Exodus (Part 1)
- Diretto da: Jim Charleston
- Scritto da: John Rhys-Davies

### Trama
I Viaggiatori approdano in una Terra che sta per essere distrutta dalle radiazioni di una pulsar. Qui fanno la conoscenza del colonnello Maggie Beckett e del suo collega Rickman, che si offrono di aiutarli a migliorare il loro timer a patto però che portino con loro 150 persone.
- Guest star: Kari Wührer (colonnello Maggie Beckett); Roger Daltrey (colonnello Rickman)

## L'esodo (2)
- Titolo originale: The Exodus (Part 2)
- Diretto da: Jefery Levy
- Scritto da: Josef Anderson, Tony Blake e Paul Jackson

### Trama
Dopo aver visitato vari mondi (tra cui una Terra di giganti), Quinn e Maggie riescono a trovare un mondo dove portare le 150 persone. Riesce inoltre a trovare le coordinate del loro mondo di origine e così tutti possono tornare a casa, ma il colonnello Rickman ha altri programmi per i superstiti e decide di uccidere Maggie e Quinn. Proprio quando sta per sparare, il professor Arturo si frappone prendendosi lui stesso il proiettile e morendo così da eroe.

## Unici sopravvissuti
- Titolo originale: Sole Survivors
- Diretto da: David Peckinpah
- Scritto da: Steven Kriozere

### Trama
Nella loro ricerca del colonnello Rickman, i Viaggiatori arrivano in un mondo dove uno strano batterio ha quasi decimato la popolazione mondiale trasformando le persone in zombie.

## Il riproduttore
- Titolo originale: The Breeder
- Diretto da: Paris Barclay
- Scritto da: Eleah Horvitz

### Trama
Un parassita, “souvenir” di un mondo precedente, infetta e prende il controllo del corpo di Maggie, che così parte alla ricerca di un compagno per creare la sua progenie.

## La città sotterranea
- Titolo originale: The Last of Eden
- Diretto da: Allan Eastman
- Scritto da: Josef Anderson

### Trama
Quinn e Wade sono prigionieri in una sorta di città sotterranea.
- L’episodio è un omaggio al romanzo di Herbert George Wells La macchina del tempo.[senza fonte]
- Questo episodio, racconta fatti e situazioni già note e anacronistiche; il professor Arturo infatti era morto nel precedente episodio L'esodo: Parte 2 (sostituito da Kari Wuhrer) e la guarigione dalla sua malattia terminale era avvenuta guarito dal guru nell'episodio Tempesta nel deserto. Per tali motivi l'episodio si dovrebbe in realtà collocare prima dell'episodio 6 della terza stagione.

## Nebbia assassina
- Titolo originale: The Other Slide Of Darkness
- Diretto da: Jeff Woolnough
- Scritto da: Nan Hagan e Scott Smith Miller

### Trama
Quinn e i suoi amici riescono finalmente a trovare Rickman in un mondo dominato dalla superstizione.

## Serpenti
- Titolo originale: Slither
- Diretto da: Jim Johnston
- Scritto da: Tony Blake & Paul Jackson

### Trama
Quinn e gli altri si trovano su un aereo che precipita in una giungla. Durante l'impatto, l'aereo si spezza e Quinn e Rembrandt vengono separati da Maggie e Wade. Sperano di incontrarsi di nuovo aiutando delle persone impegnate nella cattura di serpenti velenosissimi.

## Il dinoviaggio
- Titolo originale: Dinoslide
- Diretto da: Richard Compton
- Scritto da: David Peckinpah

### Trama
I Viaggiatori tornano sul mondo dove avevano lasciato le 150 persone prescelte nell’episodio ‘‘L’Esodo’’ per scoprire che quella Terra è abitata dai dinosauri.

## I vampiri del rock
- Titolo originale: Stoker
- Diretto da: Jerry O’Connell
- Scritto da: Josef Anderson

### Trama
Wade fa amicizia con una strana rock band formata da vampiri che, incuriositi da quello che può fare il timer di Quinn, provano a rubarlo.

## Gli amici si dividono
- Titolo originale: This Slide of Paradise
- Diretto da: Jim Johnston
- Scritto da: Nan Hagan

### Trama
Rickman e i viaggiatori sono intrappolati in un mondo in cui uno scienziato sta creando delle creature ibridi tra esseri umani ed animali. Durante la lotta finale, qualcosa succede al timer e Quinn e Maggie vengono separati da Rembrandt e Wade.
- Guest star: Michael York (lo scienziato)